# Чирково (Пензенская область)
Чирково — село в Лунинском районе Пензенской области. Входит в состав Степановского сельсовета.

## География
Село расположено в северной части Пензенской области, на расстоянии примерно 12 км (по прямой) к западу-северо-западу от Лунино, административного центра района.
Часовой пояс
Село Чирково как и вся Пензенская область, находится в часовой зоне МСК (московское время). Смещение применяемого времени относительно UTC составляет +3:00.

## Население
| 1747  | 1782  | 1864 | 1877  | 1897  | 1910  | 1926  |
| ----- | ----- | ---- | ----- | ----- | ----- | ----- |
| 856   | ↗1102 | ↘874 | ↗1084 | ↗1369 | ↗1474 | ↗1685 |
| 1930  | 1959  | 1979 | 1989  | 1996  | 2002  | 2010  |
| ↗1780 | ↘781  | ↘387 | ↘310  | ↘259  | ↗295  | ↘192  |

Национальный состав
Согласно результатам переписи 2002 года, в национальной структуре населения русские составляли 99 % из 295 чел.

## Известные уроженцы
- Садин, Владимир Степанович (1924—2010) — советский и белорусский художник. Заслуженный работник культуры БССР.